# バレットMRAD
Barrett MRAD (Multi-Role Adaptive Design) は、アメリカ特殊作戦軍 (USSOCOM) の要求したPSR (Precision Sniper Rifle, 精密狙撃銃)の要件を満たすために、バレット社により設計されたボルトアクション式狙撃銃である。
PSR (Precision Sniper Rifle) には選ばれなかったものの、特殊作戦軍が再度要求したASR (Advanced Sniper Rifle) に選ばれ、2019年に.338ノルマ・マグナムを使用するBarrett MRADが、Mk 22 ASR (Advanced Sniper Rifle) として発注された。

## 概要
アメリカ特殊作戦軍 (USSOCOM) が2009年12月に、新規のPSRの要件を発表したことを受け、バレット社は、特殊作戦軍の提示した仕様に従ってMRADを開発した。
PSR (Precision Sniper Rifle) のトライアルに提出されたMRADのモデルには、24.5インチ (620 mm) の銃身が取付けられ、光学系なしの状態で重量は6.7 kg (14.8ポンド) であった。2013年にPSRコンテストの勝者として、Remington Modular Sniper Rifle(モジュラースナイパーライフル)が、Mk 21 PSRとして選ばれたが、2018年にMk 21はその時点のSOCOMの要件に準拠していないと判断され、当該コンテストは、Mk 22 ASR (Advanced Sniper Rifle) として再度、行われることとなった。
2019年に特殊作戦軍は、バレット社に5,000万ドルの契約を与え、.338ノルママグナム弾を使用するBarrett MRADを、Mk 22 ASRとして発注した。正式化された狙撃銃キットには、.308ウィンチェスター弾、.300ノルママグナム弾、.338ノルママグナム弾を使用する、交換可能な銃身とボルトが含まれている。
2021会計年度の予算要求の一部として、アメリカ陸軍とアメリカ海兵隊の両方が、MRADを主要な狙撃システムとして採用する予算要求を含めている。アメリカ陸軍は、536丁のMRAD狙撃システムを約1,013万ドルで購入する予定である。アメリカ海兵隊は、250丁のMRAD狙撃システムを約400万ドルで購入する予定であり、現在使用されている全てのボルトアクション式狙撃銃を交換することを望んでいる。Mk22 ASRは、今後M2010 ESR、M107、およびMk 13狙撃銃から置き換わる見込みである。

## 設計
Barrett MRADは、成功したBarrett 98Bに基づいて開発され、複数の改良点を備えている。MRADの主要な機能 (PSRの要求でもある) は、使用者 (狙撃手) が現場で変更可能な銃身・口径変換機能である。レシーバーの2本のTorxネジを緩めるとハンドガードの前面から銃身を取外すことができ、ボルトフェイスおよび弾倉を変更することで様々な口径に対応することが可能とされている。ボルトフェイスは各口径の銃身に標準で付属しており、銃身・口径の変更は2分以内で行うことができる。
バレット社は、.338ラプア・マグナム、.300ウィンチェスター・マグナム、および.308ウィンチェスター等の標準的な軍用の弾薬に加えて、.338ノルマ・マグナム、.300ノルマ・マグナム、7mmレミントン、.260レミントン、および6.5mmクリードモア等の人気の弾薬への変換キットも提供している。銃身の長さは弾薬毎に異なるものが提供されている。銃身は、縦溝付きのヘビーバレルが使用される。

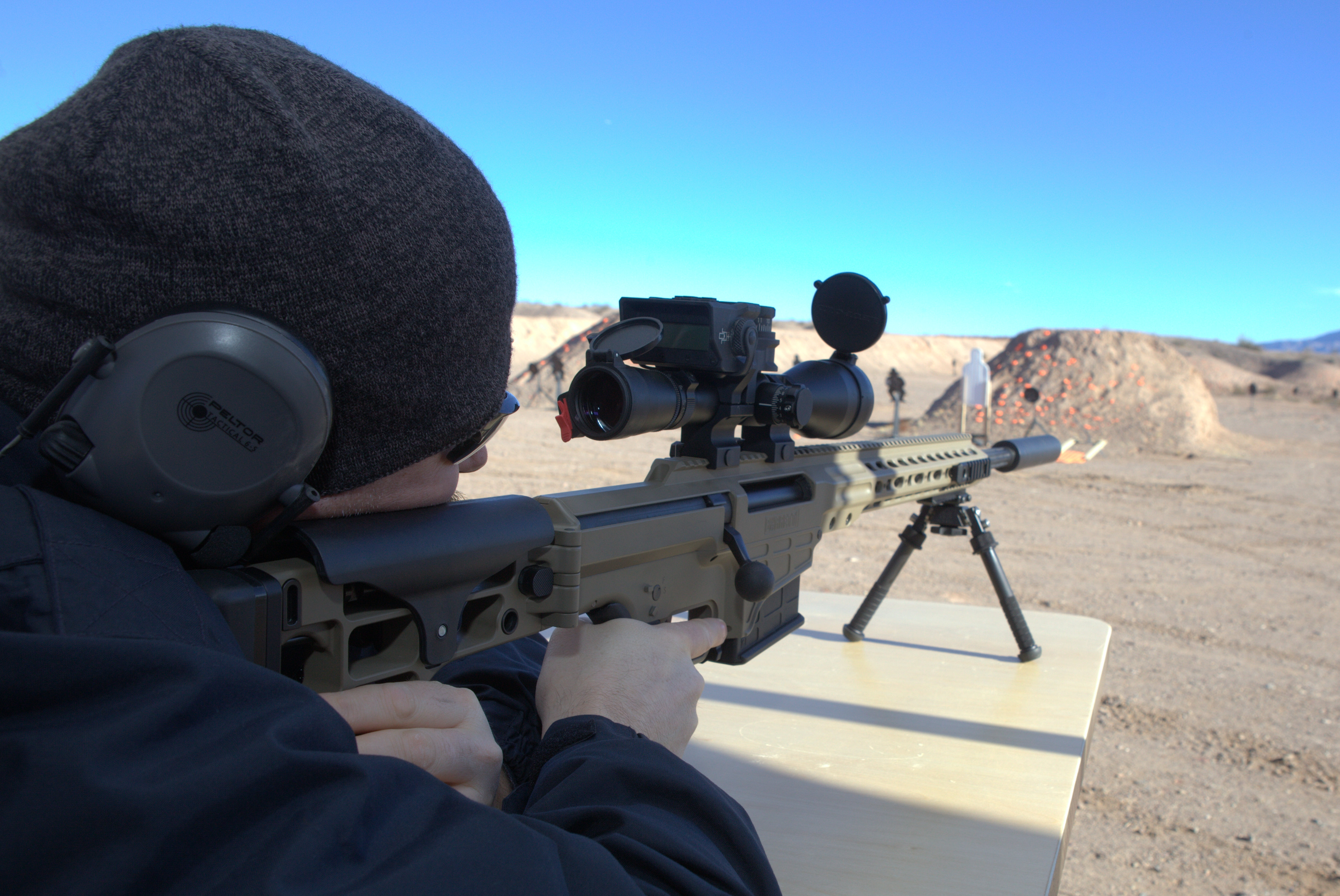
7.62x51mm NATO弾仕様
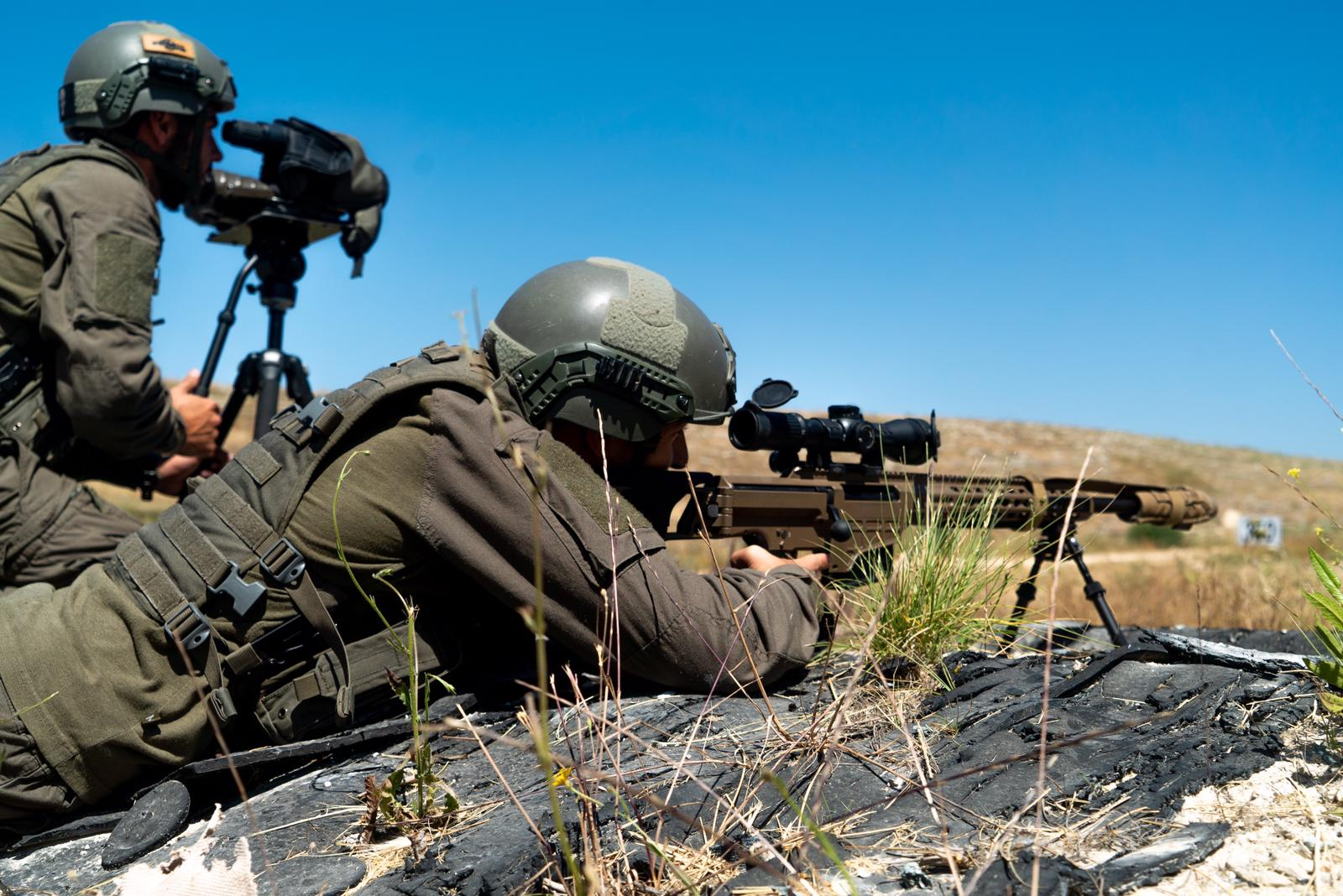
7.62x51mm NATO弾仕様

トリガー機構は、使用者がトリガープル重量と移動量を調整可能であり、工具なしで取外すことができクリーニングを容易にしている。
より簡単に運搬できるように折り畳み式後部銃床が装備され、折り畳むと後部銃床がボルトハンドルの周りに固定され運搬時の安全性が向上する。展開時にも幅を取らない。
MRADの追加機能として、一つのボタンで伸縮長を調整できる機構、高さ調整可能なチークピース、ダストカバーとして機能しボルト機構に入る破片を減らすポリマー製のボルトガイド、使用者にとり取扱いやすいM16/AR-15スタイルの安全レバー、両手利きの弾倉脱着機構、標準的なのM16/AR-15スタイルのピストルグリップを取付け可能な点、等がある。
初期のMRADは、30MOAの傾きの全長21.75インチの標準1913ピカティニー・レールがレシーバー/ハンドガードの上部にあったが、現在のMRADは、20MOAの傾きのレールを備えている。ハンドガードの3時、6時、および9時の面にいくつかの前後位置で、短い2 - 4インチのピカティニーレールが設けられている。MRADは黒色、茶色等のカラーリングで提供されるが、銃身はすべて黒色である。
M16/AR15ライフルと同様に、MRADの上部レシーバーと下部レシーバーは、前後の2つのテイクダウンピンを押し出すことで分離できる。後部のテイクダウンピンのみを押し出すと、上部レシーバーをM16/AR-15のように前部のテイクダウンピンを軸として持ち上げることができ、現場でのメンテナンスが容易となる。
競技用グレードの.338のラプアマグナム弾を使用すると、MRADは最大1,500メートルの距離で0.5 MOAの精度を実現できる。標準の弾薬の場合精度は1MOA近くまで低下するが、それでも1MOAよりも小さい範囲に収まっている。イスラエル国防軍によって運用された際には、7.62x51mmNATO IMI狙撃弾を使用して100メートルの距離から1.1センチメートル (0.43インチ) に集弾し、約0.35 MOAの精度を達成している。

## 採用国
- インドネシア
- イスラエル
- ニュージーランド
- ノルウェー
- アメリカ合衆国

## 登場作品
『コール オブ デューティ モダン・ウォーフェアII』
「MCPR-300」の名で登場。